# Жаглін Олексій Миколайович
Олексій Миколайович Жаглін (рос. Алексей Николаевич Жаглин; 25 червня 1977, м. Тольятті, СРСР) — російський хокеїст, центральний нападник.
Вихованець хокейної школи «Лада» (Тольятті). Виступав за: «Лада» (Тольятті), ЦСК ВВС (Самара), «Нафтовик» (Леніногорськ), «Мотор» (Заволжя), «Торпедо» (Нижній Новгород), «Олімпія» (Кірово-Чепець), «Дизель» (Пенза), «Лада» (Тольятті).